# Wyż baryczny

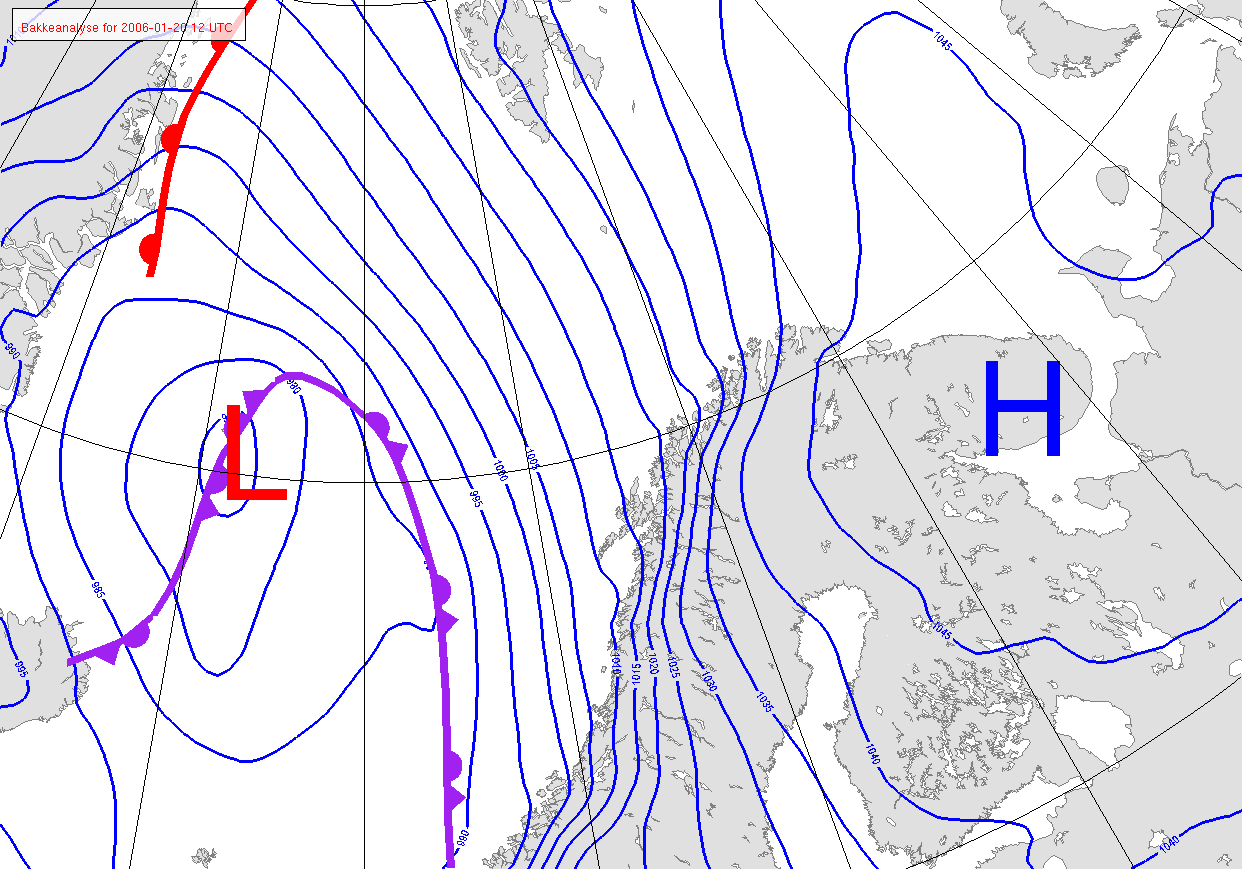
L – niż islandzki, H – wyż północnorosyjski

Wyż baryczny – obszar wysokiego ciśnienia atmosferycznego, w którym najwyższe ciśnienie panuje w centrum układu. Jest to jeden z układów barycznych znanych w meteorologii. 

## Charakterystyka
Występowanie obszaru podwyższonego ciśnienia jest związane z ruchem zstępującym mas powietrza. Ciśnienie mierzone na jednakowej wysokości nad poziomem morza jest najwyższe w centrum wyżu i maleje ku jego peryferiom, a prądy powietrza skierowane są na zewnątrz ku obszarom o niższym ciśnieniu. Ze względu na ruch obrotowy Ziemi wywołujący efekt Coriolisa, wyżowi towarzyszy cyrkulacja powietrza tworząca wielkoskalowy wir zwany antycyklonem (z greckiego αντι- anti-, „przeciw” i κύκλος kyklos, „krąg”). Pojęcia wyżu i antycyklonu są często utożsamiane. Wirowy ruch mas powietrza w antycyklonie odbywa się na półkuli północnej zgodnie z ruchem wskazówek zegara, a na półkuli południowej przeciwnie. Na mapach synoptycznych obszar wyżu otaczają zamknięte izobary.

## Pogoda wyżowa
W lecie pogoda wyżowa charakteryzuje się niską wilgotnością i małym zachmurzeniem, a przez to dużym usłonecznieniem. Temperatury wyżu barycznego latem są zazwyczaj dość wysokie. Zimą pogoda w czasie wyżu może być, podobnie jak latem, słoneczna i bezchmurna, ale zarazem bardzo mroźna. Możliwy jest także inny przypadek, gdy ruch powietrza jest mały, a wyż utrzymuje się w jednym miejscu. W tym przypadku gromadzenie się pary wodnej w centrum wyżu powoduje powstawanie mgły i niskich chmur warstwowych (jest to tzw. „zgniły wyż”).  Występuje oblodzenie i tworzy się szadź, także zanieczyszczenia gromadzą się przy powierzchni ziemi, co często prowadzi do powstania smogu.